# Shimshon Amitsur

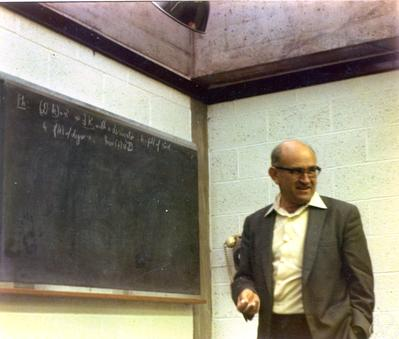
Shimshon Amitsur (Leeds 1972)

Shimshon Avraham Amitsur (hebräisch שמשון אברהם עמיצור; * als Shimshon Kaplan 26. August 1921 in Jerusalem; † 5. September 1994 in Jerusalem) war ein israelischer Mathematiker, der sich mit Algebra befasste.

## Leben
Amitsur wuchs in Tel Aviv auf und begann noch vor dem Zweiten Weltkrieg an der Hebräischen Universität Jerusalem bei Jakob Levitzki zu studieren. Während des Zweiten Weltkriegs diente er als Freiwilliger bei der Jüdischen Brigade in der Britischen Armee und kämpfte kurz darauf für die Unabhängigkeit des Staates Israel, während er gleichzeitig 1945 sein Diplom machte und 1948 bei Jakob Levitzki promovierte. Um 1948 änderte er seinen Namen von Kaplan in Amitsur. Er wurde Professor an der Hebrew University und war nach dem Tod seines Lehrers Levitzki der führende Algebraiker in Israel. 1989 wurde er emeritiert. Er engagierte sich auch in der Reform des Mathematikunterrichts an Schulen in Israel.
Er beschäftigte sich mit Ringtheorie und Theorie der Divisionsalgebren. Mit seinem Lehrer Levitzki bewies er 1950 einen Satz über Matrizenringe mit Polynomidentität (PI-Ringe). In der Theorie der Divisionsalgebren beantwortete er 1972 eine Frage von Abraham Adrian Albert (1931), ob jede zentrale endlichdimensionale Divisionsalgebra ein Kreuzprodukt ist, negativ, indem er ein Gegenbeispiel aus der Theorie der PI-Algebren konstruierte.
Amitsur war Mitgründer und Herausgeber des Israel Journal of Mathematics. 1953 erhielt er den Israel-Preis für Exakte Wissenschaften. 1990 wurde er Ehrendoktor der Ben-Gurion-Universität. Er war seit 1969 Mitglied der Israelischen Akademie der Wissenschaften. 1989 wurde er Ehrenmitglied der London Mathematical Society. 1970 war er Invited Speaker auf dem Internationalen Mathematikerkongress in Nizza (Some results on rings with polynomial identities) und 1962 in Stockholm (Rational identities and foundation of geometry).
Zu seinen Doktoranden zählen Avinoam Mann, Amitai Regev, Eliyahu Rips und Aner Shalev.

## Schriften
- Avinoam Mann, Amitai Regev, David Saltman, L. Rowen, L. W. Small (Hrsg.): Selected Papers of Shimshon Amitsur with Commentary. 2 Bände, American Mathematical Society, 2001, Review, Bulletin AMS 2003.